# J. Edgar Hoover
John Edgar Hoover (født 1. januar 1895, død 2. maj 1972) var chef for det amerikanske forbundspoliti FBI i 48 år fra 1924 til sin død i 1972.
J. Edgar Hoover krediteres for at have opbygget FBI som det store og effektive kriminalitetsbekæmpende instrument det er i dag. Han var bl.a. den første til at sørge for at fingeraftryk og retsmedicinsk teknologi blev centraliseret.
Efter sin død i 1972, kom han i mediernes søgelys en masse beviser fra hans hemmelige handlinger blev offentliggjort. 
Hans kritikere anklagede ham for at overskride sine kompetenceområder.
- John Edgar Hoover 1940.
- Som ung i 1924.
- Hoover og Clyde Tolson i 1939.
- Præsident John F. Kennedy, Hoover og Bob Kennedy.